# Nicolás Caprio
Nicolás Andrés Caprio (Santa Fe, Argentina; 26 de mayo de 1989) es un futbolista argentino. Juega como arquero y su primer equipo fue Unión de Santa Fe. Actualmente milita en Chaco For Ever de la Primera Nacional.

## Trayectoria
Debutó el 22 de agosto de 2009, en el partido que su equipo, Unión de Santa Fe, le ganó a Gimnasia y Esgrima en Jujuy por 3-2, con un gol de Pedro Suárez en la última jugada del partido. Formó parte del plantel Tatengue que logró el ascenso a la Primera División en 2011, aunque no jugó ni un minuto en toda la temporada.
Con la llegada de Enrique Bologna, la continuidad de Alejandro Limia y la consolidación de Ignacio Arce como el tercer arquero del plantel, Caprio se va cedido a préstamo a Libertad de Sunchales, equipo que milita en el Torneo Argentino A.
A mediados de 2012, una vez finalizado el préstamo, el jugador volvió a Unión de Santa Fe y con la ida de Enrique Bologna (volvió a Banfield) y de Ignacio Arce (a préstamo a Deportivo Merlo), se convirtió en tercer arquero del equipo santafesino.
Para la temporada 2013/14 se convierte en futbolista de San Jorge de Tucumán, equipo que milita en el Torneo Argentino A. Un buen año en el Expreso le sirvió de trampolín para volver a la Primera B Nacional, defendiendo los colores de Sportivo Belgrano de San Francisco. Inexplicablemente, el técnico Carlos Ramacciotti decidió no tenerlo en cuenta, por lo que rápidamente rescindió su vínculo y se incorporó a Unión Aconquija de Catamarca.
Jugó también en Cipolletti de Río Negro (tres etapas), Deportivo Petapa de Guatemala, Ferro de General Pico, Sarmiento de Resistencia, Monagas de Venezuela, Central Norte de Salta, Carabobo de Venezuela y Olimpo de Bahía Blanca.

## Clubes
- Actualizado al 19 de abril de 2025

| Club                         | Div.                | Temporada           | Liga | Liga | Copa Nacional | Copa Nacional | Copa Internacional | Copa Internacional | Total | Total |
| Club                         | Div.                | Temporada           | PJ   | G    | PJ            | G             | PJ                 | G                  | PJ    | G     |
| ---------------------------- | ------------------- | ------------------- | ---- | ---- | ------------- | ------------- | ------------------ | ------------------ | ----- | ----- |
| Unión Argentina              | 2.ª                 | 2008/09             | 0    | 0    | -             | -             | -                  | -                  | 0     | 0     |
| Unión Argentina              | 2.ª                 | 2009/10             | 5    | 0    | -             | -             | -                  | -                  | 5     | 0     |
| Unión Argentina              | 2.ª                 | 2010/11             | 0    | 0    | -             | -             | -                  | -                  | 0     | 0     |
| Unión Argentina              | 1.ª                 | 2012/13             | 0    | 0    | 0             | 0             | -                  | -                  | 0     | 0     |
| Unión Argentina              | Total               | Total               | 5    | 0    | 0             | 0             | -                  | -                  | 5     | 0     |
| Libertad (S) Argentina       | 3.ª                 | 2011/12             | 3    | 0    | -             | -             | -                  | -                  | 3     | 0     |
| Libertad (S) Argentina       | Total               | Total               | 3    | 0    | -             | -             | -                  | -                  | 3     | 0     |
| San Jorge (T) Argentina      | 3.ª                 | 2013/14             | 30   | 0    | 2             | 0             | -                  | -                  | 32    | 0     |
| San Jorge (T) Argentina      | Total               | Total               | 30   | 0    | 2             | 0             | -                  | -                  | 32    | 0     |
| Unión Aconquija Argentina    | 3.ª                 | 2014                | 0    | 0    | 2             | 0             | -                  | -                  | 2     | 0     |
| Unión Aconquija Argentina    | Total               | Total               | 0    | 0    | 2             | 0             | -                  | -                  | 2     | 0     |
| Cipolletti Argentina         | 3.ª                 | 2015                | 36   | 0    | -             | -             | -                  | -                  | 36    | 0     |
| Cipolletti Argentina         | 3.ª                 | 2016                | 12   | 0    | 2             | 0             | -                  | -                  | 14    | 0     |
| Cipolletti Argentina         | 3.ª                 | 2018/19             | 15   | 0    | -             | -             | -                  | -                  | 15    | 0     |
| Cipolletti Argentina         | 3.ª                 | 2020                | 5    | 0    | 1             | 0             | -                  | -                  | 6     | 0     |
| Cipolletti Argentina         | Total               | Total               | 68   | 0    | 3             | 0             | -                  | -                  | 71    | 0     |
| Deportivo Petapa · Guatemala | 1.ª                 | 2016                | 16   | 0    | -             | -             | -                  | -                  | 16    | 0     |
| Deportivo Petapa · Guatemala | Total               | Total               | 16   | 0    | -             | -             | -                  | -                  | 16    | 0     |
| Ferro (GP) Argentina         | 3.ª                 | 2017/18             | 22   | 0    | 2             | 0             | -                  | -                  | 24    | 0     |
| Ferro (GP) Argentina         | Total               | Total               | 22   | 0    | 2             | 0             | -                  | -                  | 24    | 0     |
| Sarmiento (R) Argentina      | 3.ª                 | 2019/20             | 3    | 0    | 1             | 0             | -                  | -                  | 4     | 0     |
| Sarmiento (R) Argentina      | Total               | Total               | 3    | 0    | 1             | 0             | -                  | -                  | 4     | 0     |
| Monagas · Venezuela          | 1.ª                 | 2021                | 32   | 0    | -             | -             | -                  | -                  | 32    | 0     |
| Monagas · Venezuela          | 1.ª                 | 2022                | 34   | 0    | -             | -             | 2                  | 0                  | 36    | 0     |
| Monagas · Venezuela          | Total               | Total               | 66   | 0    | -             | -             | 2                  | 0                  | 68    | 0     |
| Central Norte (S) Argentina  | 3.ª                 | 2023                | 10   | 0    | 1             | 0             | -                  | -                  | 11    | 0     |
| Central Norte (S) Argentina  | Total               | Total               | 10   | 0    | 1             | 0             | -                  | -                  | 11    | 0     |
| Carabobo · Venezuela         | 1.ª                 | 2023                | 11   | 0    | -             | -             | -                  | -                  | 11    | 0     |
| Carabobo · Venezuela         | Total               | Total               | 11   | 0    | -             | -             | -                  | -                  | 11    | 0     |
| Olimpo Argentina             | 3.ª                 | 2024                | 11   | 0    | 0             | 0             | -                  | -                  | 11    | 0     |
| Olimpo Argentina             | Total               | Total               | 11   | 0    | 0             | 0             | -                  | -                  | 11    | 0     |
| Chaco For Ever Argentina     | 2.ª                 | 2025                | 1    | 0    | -             | -             | -                  | -                  | 1     | 0     |
| Chaco For Ever Argentina     | Total               | Total               | 1    | 0    | -             | -             | -                  | -                  | 1     | 0     |
| Total en su carrera          | Total en su carrera | Total en su carrera | 246  | 0    | 11            | 0             | 2                  | 0                  | 259   | 0     |

## Palmarés
| Título                     | Club              | País      | Año  |
| -------------------------- | ----------------- | --------- | ---- |
| Ascenso a Primera División | Unión de Santa Fe | Argentina | 2011 |